# Servicio de información de vuelo

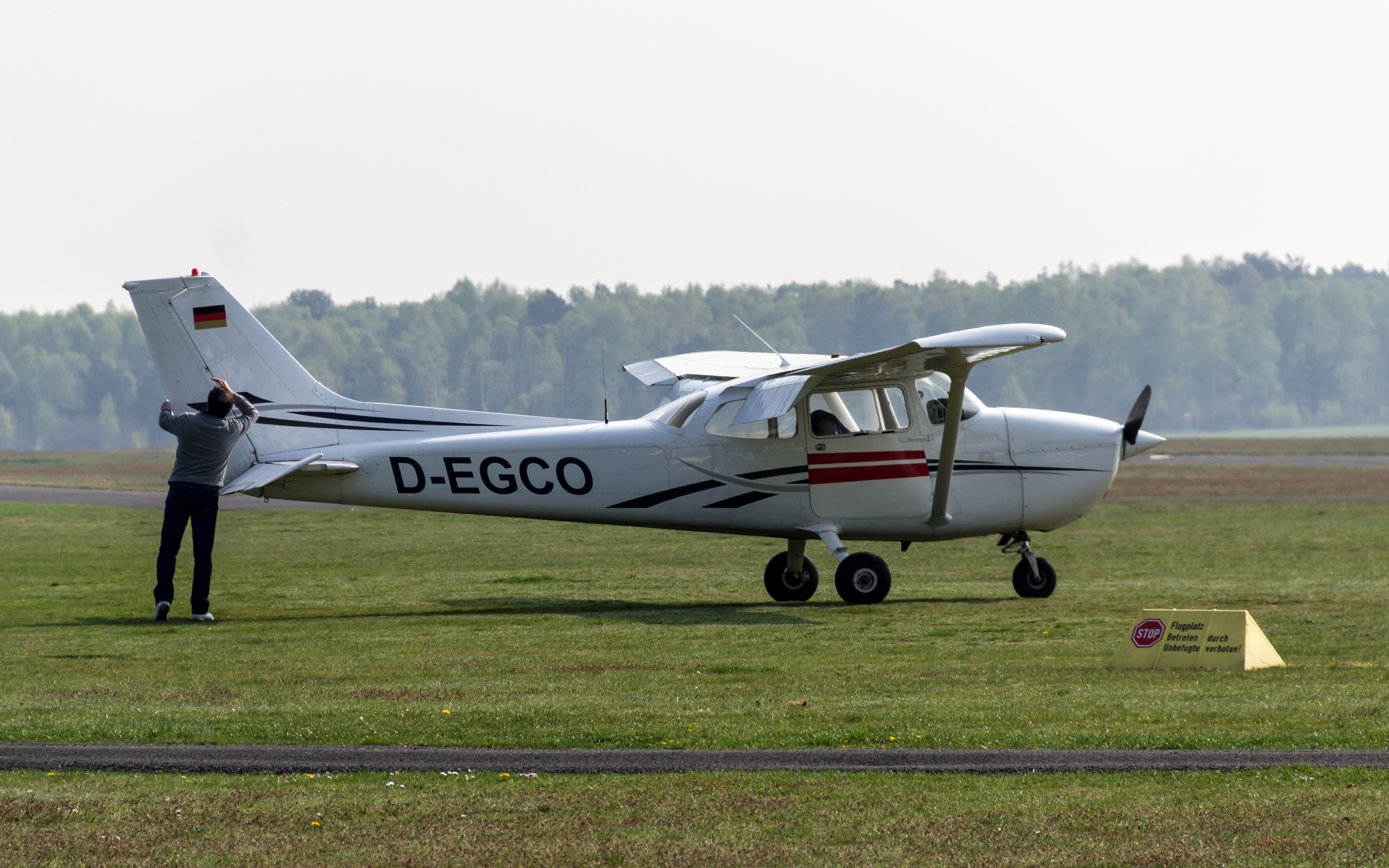
Cessna 172 en el campo aéreo Borkenberge cerca de Lüdinghausen, Renania del Norte-Westfalia, Alemania

Un servicio de información de vuelo (FIS) es una forma de servicio de tránsito aéreo (ATS) que está disponible para cualquier aeronave dentro de una región de información de vuelo (FIR), según lo acordado a nivel internacional por la OACI.
Se define como la información pertinente para la realización segura y eficiente del vuelo e incluye información sobre otro tipo de tráfico potencialmente conflictivo, posiblemente derivado de radar, pero sin llegar a proporcionar la separación positiva de ese tráfico.
La información de vuelo también incluye:
- Información meteorológica
- Información sobre aeródromos
- Información sobre posibles riesgos de vuelo

Un FIS se proporcionará a todas las aeronaves a las que se facilite un servicio de tránsito aéreo (ATC) o a las que se conocen como unidades de servicios de tránsito aéreo (ATS). Todas las unidades de servicios de tránsito aéreo (ATS) serán un FIS para cualquier aeronave, además de sus otras tareas.
Los servicios de tránsito aéreo (ATS) comprenden el servicio de control de tránsito aéreo (ATC), el servicio de información de vuelo (FIS) y el servicio de alerta. 

## AFIS
El servicio AFIS (Aerodrome Flight Information Service) es un servicio de tránsito aéreo que está disponible para cualquier aeronave dentro de una zona de Información de Vuelo (FIZ), tales como las acordadas internacionalemnte por la OACI.
Se define como la información pertinente para la realización segura y eficaz de un vuelo, e incluye información sobre el tráfico potencialmente conflictivo, pero sin llegar a proporcionar la separación positiva de ese tráfico.
La información de vuelo también incluye:
- Información meteorológica.
- Información del aeródromo.
- Información sobre posibles riesgos para el vuelo.

En algunos países, el AFIS se ofrece en los aeropuertos, donde, a pesar de no contar con un servicio de control de aeródromo, el tráfico es tal que se necesita algún tipo de servicios de tránsito aéreo. Puede ser visto como a medio camino entre un aeropuerto controlado y uno no controlado.
En el Reino Unido este servicio es proporcionado por un Oficial del Servicio de Información autorizado (FISO), que ha sido validado en el aeródromo especificado, utilizando el sufijo indicativo de "Información". La autoridad de un FISO en la prestación de un servicio en un aeródromo se asemeja a la de un controlador totalmente cualificado para el rodaje de los aviones, pero solo se extiende a la provisión de un FIZ con el aterrizaje de aviones, el despegue o en vuelo, dentro del Área de Responsabilidad (es decir, el aeródromo, y la Zona de Tránsito Aéreo (FIZ)).
En otros países, como por ejemplo, Noruega, todos los AFIS-aeropuerto tiene una Zona de Información de Tráfico (FIZ) designada, que se asemeja a una Zona de Control en el diseño.